# 国事行為の臨時代行に関する法律
国事行為の臨時代行に関する法律（こくじこういのりんじだいこうにかんするほうりつ、昭和39年5月20日法律第83号）は、天皇の国事行為の臨時代行に関する日本の法律である。
1964年（昭和39年）5月20日に公布・即日施行された。日本国憲法第4条2項に規定する法律に当たる。この法律の前身に当たる法令はなく、1947年（昭和22年）5月3日の日本国憲法施行からこの法律が施行されるまでの間、昭和天皇は国事行為の委任をすることができなかった。

## 審議経過（1964年）
- 1月31日 「国事行為の臨時代行に関する法律案」（所管・宮内庁および総理府本府）が閣議決定される。
- 2月4日 同法案が閣法第55号として衆議院に提出（併せて参議院に予備審査のため送付）される。衆議院内閣委員会（委員長・綱島正興）、参議院内閣委員会（委員長・三木與吉郎）にそれぞれ付託
- 2月6日 参議院内閣委員会（予備審査）において総理府総務長官野田武夫が提案理由説明
- 2月18日 衆議院内閣委員会において総理府総務長官野田武夫が提案理由説明
- 3月19日 衆議院内閣委員会において原案が起立総員により可決。衆議院本会議において原案が起立多数により可決。参議院に送付
- 5月12日 参議院内閣委員会において原案が挙手総員により可決
- 5月13日 参議院本会議において原案が起立多数により可決。奏上
- 5月20日 公布、即日施行

## 構成
- 本則（第1条－第6条）
  - 第1条（趣旨）
  - 第2条（委任による臨時代行）
  - 第3条（委任の解除）
  - 第4条（委任の終了）
  - 第5条（公示）
  - 第6条（訴追の制限）
- 附則

## 現在の委任対象者
| 順位                                                                                 |  | 名・身位              | 生年月日                           | 性別 | 備考                                       | 皇位継承 順位 |
| ------------------------------------------------------------------------------------ |  | --------------------- | ---------------------------------- | ---- | ------------------------------------------ | ------------- |
| 1                                                                                    |  | 秋篠宮文仁親王 (皇嗣) | 1965年（昭和40年）11月30日（59歳） | 男性 | 皇室典範第17条1項1号 「皇太子」（皇嗣）    | 1             |
| 2                                                                                    |  | 悠仁親王              | 2006年（平成18年）9月6日（18歳）   | 男性 | 皇室典範第17条1項2号 「親王及び王」        | 2             |
| 3                                                                                    |  | 常陸宮正仁親王        | 1935年（昭和10年）11月28日（89歳） | 男性 | 皇室典範第17条1項2号 「親王及び王」        | 3             |
| 4                                                                                    |  | 皇后雅子              | 1963年（昭和38年）12月9日（61歳）  | 女性 | 皇室典範第17条1項3号 「皇后」              | －            |
| 5                                                                                    |  | 上皇后美智子          | 1934年（昭和9年）10月20日（90歳）  | 女性 | 皇室典範第17条1項4号 「皇太后」（上皇后 ） | －            |
| 6                                                                                    |  | 愛子内親王            | 2001年（平成13年）12月1日（23歳）  | 女性 | 皇室典範第17条1項6号 「内親王及び女王」    | －            |
| 7                                                                                    |  | 佳子内親王            | 1994年（平成6年）12月29日（30歳）  | 女性 | 皇室典範第17条1項6号 「内親王及び女王」    | －            |
| 8                                                                                    |  | 彬子女王              | 1981年（昭和56年）12月20日（43歳） | 女性 | 皇室典範第17条1項6号 「内親王及び女王」    | －            |
| 9                                                                                    |  | 瑶子女王              | 1983年（昭和58年）10月25日（41歳） | 女性 | 皇室典範第17条1項6号 「内親王及び女王」    | －            |
| 10                                                                                   |  | 承子女王              | 1986年（昭和61年）3月8日（39歳）   | 女性 | 皇室典範第17条1項6号 「内親王及び女王」    | －            |
| - 上皇である明仁は皇室典範特例法の規定により、摂政就任資格は有しない。 脚注 1. 2. 3. |  |                       |                                    |      |                                            |               |